# Toxorhina (Ceratocheilus) monostyla
Toxorhina (Ceratocheilus) monostyla is een tweevleugelige uit de familie steltmuggen (Limoniidae). De soort komt voor in het Oriëntaals gebied.